# پسران (آلبوم گرلز جنریشن)
پسران (به انگلیسی: The Boys) سومین آلبوم استودیوی کره ای زبان و مجموعاً چهارمین آلبوم استدیویی گرلز جنریشن است. لی سومان، رئیس سابق اس.ام. انترتینمنت، به عنوان تهیه‌کننده اجرایی این آلبوم حضور داشته‌است. در این آلبوم، هیت‌چیکر، که قبلاً ترانه‌های «تلپاتی» و «آفتابگردان» را برای گروه تهیه کرده بود، نیز حضور داشت. تک‌آهنگ اصلی، «پسران»، نتیجه آزمایش همکاری با تولیدکنندگان جدید از جمله تدی رایلی، تهیه‌کننده برندهٔ جایزه گرمی آمریکا، بود. از لحاظ موسیقایی، «پسران» اغلب حاوی آهنگ‌هایی با ضرب‌آهنگ شاد و رقصی و بالادهای انگیزشی و قدرت‌دهنده است.
این آلبوم در ۱۹ اکتبر ۲۰۱۱ توسط اس.ام. منتشر شدو توسط کی‌ام‌پی هولدینگز در کره جنوبی توزیع شد. یک آلبوم بازپخش تحت عنوان «آقای تاکسی» که دارای نسخه کره ای تک آهنگ ژاپنی گروه در سال ۲۰۱۱، «آقای تاکسی»، بود و یک نسخه انگلیسی از ترانهٔ «پسران» در تاریخ ۹ دسامبر ۲۰۱۱ منتشر شد. نسخه بین‌المللی آلبوم که به همراه نسخهٔ انگلیسی ترانهٔ «پسران» بود، در ژانویه ۲۰۱۲ توسط اینتراسکوپ و پولیدور که تحت نظر یونیورسال میوزیک گروپ بودند، به منظور گسترش گروه به صحنه موسیقی جهانی منتشر شد.
در جهت تبلیغ آلبوم در کره جنوبی، گرلز جنریشن در بسیاری از برنامه‌های موسیقی از جمله اینکی‌گایو، شمارش معکوس ام و بانک موسیقی شرکت کردند. برای کمک به اینکه این آلبوم با مخاطبان در سراسر جهان ارتباط برقرار کند، این گروه اولین بار در تلویزیون ایالات متحده در برنامه آخر وقت با دیوید لترمن در ۳۱ ژانویه و زنده با کلی و راین در ۱ فوریه حاضر شد و اجرا کرد. آنها همچنین در ۹ فوریه در برنامه تلویزیونی فرانسوی به نام لا گراند جورنال اجرا داشتند. تک‌آهنگ اصلی این آلبوم در هجدهم اکتبر سال ۲۰۱۱ منتشر شد و در فهرست آهنگهای دیجیتال گائون در رتبهٔ اول قرار گرفت.
پس از انتشار، «پسران» نظرات متنوعی را از منتقدان موسیقی را به دست آورد. به صورت تجاری، این آلبوم در کره جنوبی موفق بود و صدر جدول آلبوم گائون قرار گرفت و پرفروش‌ترین آلبوم سال ۲۰۱۱ در این کشور بود. این پروژه جوایز دسانگ دیجیتال را در هر دو بیست و ششمین جشنوارهٔ گلدن دیسک و بیست و یکمین جشنوارهٔ موسیقی سئول، به دست آورد. همچنین در سایر کشورهای آسیایی، از جمله ژاپن (شماره ۲ در فهرست آلبوم اوریکون) و تایوان (به شماره ۳ در فهرست جی-میوزیک) به موفقیت بسیاری دست یافت. به علاوه، این آلبوم به ترتیب در شماره‌های ۶۴ و ۱۳۰ در اسپانیا و فرانسه قرار گرفت. در ایالات متحده نیز به شماره ۲ در آلبوم‌های جهانی بیلبورد و شماره ۱۷ در بهترین هیت‌سیکرز رسید.

## پس‌زمینه
در اوت سال ۲۰۱۱ کمپانی اس.ام. انترتینمنت اعلام کرد که گرلز جنریشن در ماه سپتامبر با چهارمین آلبوم کره‌ایشان بازخواهند گشت. اما انتشار این آلبوم به دلیل تصادف ناگهانی سویانگ تا ماه اکتبر به تعویق افتاد.